# وليام روتر دوز
ويليام روتر دوز (19 مارس 1799 - 15 فبراير 1868) عالم فلك إنجليزي.
أجرى دوز قياسات واسعة النطاق للنجوم المزدوجة بالإضافة إلى ملاحظات الكواكب. كان صديقًا لوليام لاسيل ولقب بـ "عين النسر". أنشأ مرصده الخاص في منزله في 1856-1857 في هادنهام، باكينجهامشير.

## جوائز
حصل على جوائز منها:
- الميدالية الذهبية للجمعية الفلكية الملكية (1855)
- زميل في الجمعية الملكية.